# Jessore (ville)
Pour les articles homonymes, voir Jessore.
Jessore (bengali : যশোর) est une ville du sud-ouest du Bangladesh, chef-lieu du district du même nom. Fondée en 1864, la localité couvre 25,72 km2 et compte 201 796 habitants d'après le recensement du Bangladesh de 2011 (en).